# Windsor Sculpture Park
 (juin 2023).
Si vous disposez d'ouvrages ou d'articles de référence ou si vous connaissez des sites web de qualité traitant du thème abordé ici, merci de compléter l'article en donnant les références utiles à sa vérifiabilité et en les liant à la section « Notes et références ».
Le Windsor Sculpture Park (anciennement : Odette Sculpture Park) est un parc de sculptures situé dans la municipalité de Windsor, dans la province d'Ontario, au Canada. Le lieu présente des œuvres d'art contemporain de sculpteurs de la seconde moitié du XXe siècle. Il porte à l'origine le nom de la famille de l'homme d'affaires et philanthrope Louis Lawrence Odette,.

## Liste des sculptures exposées
- Anne, Leo Mol
- Audio Corridor, Ian Lazarus
- Bell Measure, Stephen Cruise
- Business Man on a Horse, William McElcheran (en)
- Chicken and Egg, Morton Katz
- Composition with Five Elements, Haydn Llewellyn Davies (en)
- Consolation, Joe Rosenthal (en)
- Consophia (en), Ian Lazarus
- Cordella, Maryon Kantaroff
- Craft 9, Ben Smit
- Dancing Bear, Pauta Saila
- Eve's Apple, Edwina Sandys
- Flying Men, Elisabeth Frink
- Ground to Ask the Sky, Royden Mills
- Inukshuk
- King and Queen, Sorel Etrog

- Morning Flight, Gerald Gladstone
- Obelisk, Sigmund Reszetnik

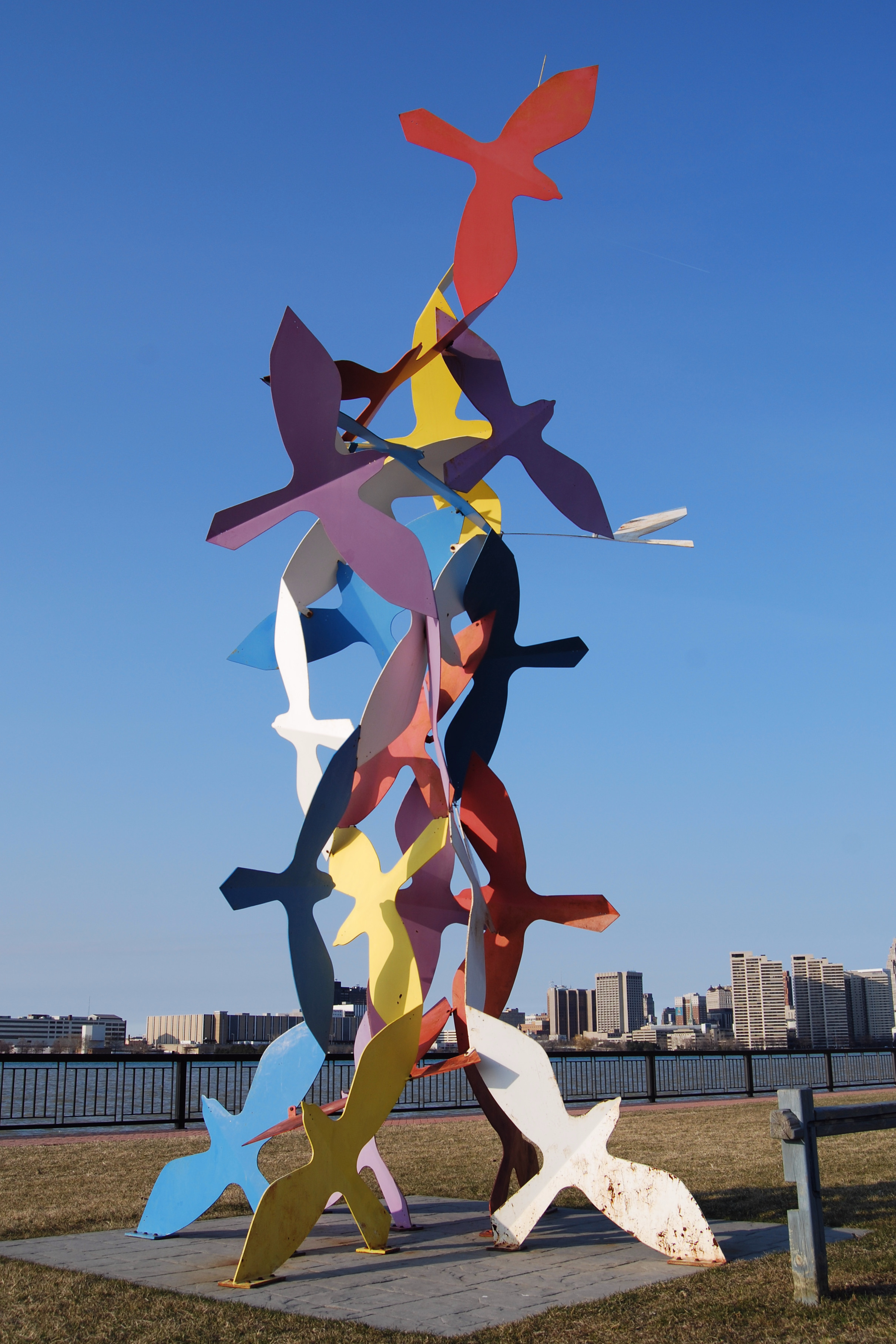
Morning Flight de Gerald Gladstone

- Penguins on a Waterfall, Yolanda Vandergaast
- Racing Horses, Derrick Stephan Hudson
- Rinterzo, Joseph DeAngelis
- Salutation, Ralph Hicks
- Sisters 2, Morton Katz
- Space Plough 2, Sorel Etrog
- Tembo, Derrick Stephan Hudson
- The Columns
- The Garden, Maryon Kantaroff
- Tiger
- Tohawah, Anne Harris
- Tower Song, Ted Bieler
- Trees, Toni Putnam
- Union Six, Bruce Watson
- Voyageur Canoe, Ralph Ireland
- Apatosaurus / Triceratops